# Список млекопитающих Непала
Это список видов млекопитающих, зарегистрированных в Непале. В Непале насчитывается 137 видов млекопитающих, из которых 12 — под угрозой исчезновения, 20 являются уязвимыми и 4 вида близки к уязвимому положению.
Следующие теги используются для выделения статуса сохранения каждого вида по оценке МСОП:
- — вымершие в дикой природе виды
- — исчезнувшие в дикой природе, представители которых сохранились только в неволе
- — виды на грани исчезновения (в критическом состоянии)
- — виды под угрозой исчезновения
- — уязвимые виды
- — виды, близкие к уязвимому положению
- — виды под наименьшей угрозой
- — виды, для оценки угрозы которым не хватает данных

Некоторые виды были оценены с использованием более ранних критериев. Виды, оцененные с использованием этой системы, имеют следующие категории вместо угрожаемых и наименее опасных:
| LR/cd | Lower risk/conservation dependent | Виды, которые были в центре внимания программ сохранения и, возможно, перешли в категорию более высокого риска, если эта программа была прекращена. |
| LR/nt | Lower risk/near threatened        | Виды, которые близки к тому, чтобы классифицироваться как уязвимые, но не являются объектом программ сохранения.                                    |
| LR/lc | Lower risk/least concern          | Виды, для которых не существует идентифицируемых рисков.                                                                                            |

## Подкласс:Звери

### Инфракласс:Плацентарные

#### Отряд:Хоботные
- Семейство: Слоновые
  - Род: Индийские слоны
    - Азиатский слон, Elephas maximus EN

#### Отряд:Приматы
- Подотряд: Сухоносые обезьяны
  - Инфраотряд: Обезьянообразные
    - Парвотряд: Узконосые обезьяны
      - Надсемейство: Мартышкообразные
        - Семейство: Мартышковые
          - Род: Макаки
            - Горный резус, Macaca assamensis VU
            - Макак-резус, Macaca mulatta LR/nt

          - Подсемейство: Тонкотелые обезьяны
            - Род: Гульманы
              - Гульман, Semnopithecus entellus LR/nt

#### Отряд:Грызуны
- Подотряд: Дикобразообразные
  - Семейство: Дикобразовые
    - Род: Дикобразы
      - Малайский дикобраз, Hystrix brachyura VU
      - Индийский дикобраз, Hystrix indica LR/lc
- Подотряд: Белкообразные
  - Семейство: Беличьи
    - Подсемейство: Ratufinae
      - Род: Гигантские белки
        - Двухцветная белка, Ratufa bicolor LR/lc

    - Подсемейство: Sciurinae
      - Триба: Pteromyini
        - Род: Волосатоногие летяги
          - Волосатоногая летяга, Belomys pearsonii LR/nt

        - Род: Стрелохвостые летяги
          - Двухцветная летяга, Hylopetes alboniger EN

        - Род: Гигантские летяги
          - Изящная летяга, Petaurista elegans LR/lc
          - Летяга Ходжсона, Petaurista magnificus LR/nt
          - Бутанская летяга, Petaurista nobilis LR/nt

    - Подсемейство: Callosciurinae
      - Род: Прекрасные белки
        - Ирравадийская белка, Callosciurus pygerythrus VU

      - Род: Краснощёкие белки
        - Оранжевобрюхая белка, Dremomys lokriah LR/lc

      - Род: Пальмовые белки
        - Северная пальмовая белка, Funambulus pennantii LR/lc

      - Род: Тамиопсы
        - Гималайская полосатая белка, Tamiops macclellandi LR/lc

  - Семейство: Слепышовые
    - Подсемейство: Rhizomyinae
      - Род: Cannomys
        - Малая бамбуковая крыса, Cannomys badius LR/lc

  - Семейство: Хомяковые
    - Подсемейство: Хомяки
      - Род: Серые хомячки
        - Короткохвостый хомячок, Cricetulus alticola LR/lc

    - Подсемейство: Полёвковые
      - Род: Скальные полёвки
        - Центральноазиатская полёвка, Alticola stoliczkanus LR/lc
        - Alticola stracheyi LR/lc

      - Род: Серые полёвки
        - Microtus sikimensis LR/lc

  - Семейство: Мышиные
    - Подсемейство: Песчанковые
      - Род: Tatera
        - Индийская голопалая песчанка, Tatera indica LR/lc

    - Подсемейство: Мышиные
      - Род: Лесные и полевые мыши
        - Гималайская мышь, Apodemus gurkha LR/lc
        - Кашмирская мышь, Apodemus rusiges LR/lc
        - Apodemus wardi LR/lc

      - Род: Бандикоты
        - Индийская бандикота, Bandicota indica LR/lc

      - Род: Большезубые крысы
        - Большезубая крыса Dacnomys millardi LR/lc

      - Род: Манипурские мыши
        - Манипурская мышь, Diomys crumpi LR/nt

      - Род: Азиатские мягкошёрстные крысы
        - Мягкошёрстная крыса, Millardia meltada LR/lc

      - Род: Домовые мыши
        - Малая индийская мышь, Mus booduga LR/lc
        - Жёлто-коричневая мышь, Mus cervicolor LR/lc
        - Мышь Кука, Mus cookii LR/lc
        - Мадрасская мышь, Mus saxicola LR/lc
        - Бентальская мышь, Mus terricolor LR/lc

      - Род: Белобрюхие крысы
        - Дымчатобрюхая крыса, Niviventer eha LR/lc
        - Каштановая крыса, Niviventer fulvescens LR/lc
        - Белобрюхая крыса, Niviventer niviventer LR/lc

      - Род: Крысы
        - Гималайская крыса, Rattus nitidus LR/lc
        - Rattus sikkimensis VU
        - Крыса Танезуми, Rattus tanezumi LR/lc
        - Туркестанская крыса, Rattus turkestanicus LR/lc

      - Род: Пальмовые мыши
        - Пальмовая мышь, Vandeleuria oleracea LR/lc

#### Отряд:Зайцеобразные
- Семейство: Пищуховые
  - Род: Пищухи
    - Черногубая пищуха, Ochotona curzoniae LR/lc
    - Гималайская пищуха, Ochotona himalayana LR/lc
    - Большеухая пищуха, Ochotona macrotis LR/lc
    - Нубрская пищуха, Ochotona nubrica LR/lc
    - Индийская пищуха, Ochotona roylei LR/lc
- Семейство: Зайцевые
  - Род: Caprolagus
    - Щетинистый заяц, Caprolagus hispidus EN

  - Род: Зайцы
    - Курчавый заяц, Lepus oiostolus LR/lc

#### Отряд:Насекомоядные
- Семейство: Землеройковые
  - Подсемейство: Белозубочьи
    - Род: Белозубки
      - Индокитайская белозубка, Crocidura attenuata LR/lc
      - Белозубка Хорсфилда, Crocidura horsfieldii LR/lc

    - Род: Многозубки
      - Карликовая многозубка, Suncus etruscus LC
      - Гигантская белозубка, Suncus murinus LR/lc
      - Многозубка Столички, Suncus stoliczkanus LR/lc

  - Подсемейство: Бурозубочьи
    - Род: Азиатские бурозубки
      - Индийская бурозубка, Soriculus leucops LR/lc
      - Длиннохвостая бурозубка, Soriculus macrurus LR/lc
      - Сиккимская бурозубка, Soriculus nigrescens LR/lc

    - Триба: Soricini
      - Род: Бурозубки
        - Малая бурозубка, Sorex minutus LR/lc
- Семейство: Кротовые
  - Подсемейство: Talpinae
    - Триба: Talpini
      - Род: Восточноазиатские кроты
        - Гималайский крот, Euroscaptor micrura LR/lc

#### Отряд:Рукокрылые
- Семейство: Крылановые
  - Подсемейство: Pteropodinae
    - Род: Коротконосые крыланы
      - Малайский коротконосый крылан, Cynopterus brachyotis LR/lc
      - Индийский коротконосый крылан, Cynopterus sphinx LR/lc

    - Род: Длинноязыкие крыланы
      - Большой длинноязыкий крылан, Macroglossus sobrinus

    - Род: Бесхвостые крыланы
      - Бесхвостый крылан, Megaerops niphanae

    - Род: Летучие лисицы
      - Индийская летучая лисица, Pteropus giganteus LR/lc

    - Род: Летучие собаки
      - Летучая собака Лешенолта, Rousettus leschenaulti

    - Род: Sphaerias
      - Крылан Бланфорда, Sphaerias blanfordi
- Семейство: Подковогубые
  - Род: Целопсы
    - Бесхвостый листонос, Coelops frithi

  - Род: Подковогубы
    - Малый листонос, Hipposideros cineraceus
    - Бурый подковогуб, Hipposideros fulvus
    - Цейлонский листонос, Hipposideros lankadiva
    - Обыкновенный листонос, Hipposideros larvatus
    - Большеухий листонос, Hipposideros pomona
- Семейство: Копьеносые
  - Род: Афроазиатские ложные вампиры
    - Индийский ложный вампир, Megaderma lyra
- Семейство: Гладконосые летучие мыши
  - Подсемейство: Kerivoulinae
    - Род: Воронкоухие гладконосы
      - Украшенный гладконос, Kerivoula picta LR/lc

  - Подсемейство: Myotinae
    - Род: Ночницы
      - Myotis csorbai DD
      - Водяная ночница, Myotis daubentonii
      - Рыже-чёрная ночница, Myotis formosus
      - Длинноногая ночница, Myotis longipes VU
      - Малая ночница, Myotis muricola LR/lc
      - Сиккимская ночница, Myotis sicarius VU
      - Гималайская ночница, Myotis siligorensis LR/lc

  - Подсемейство: Vespertilioninae
    - Род: Arielulus
      - Arielulus circumdatus LR/lc

    - Род: Широкоушки
      - Азиатская широкоушка, Barbastella leucomelas LR/lc

    - Род: Кожаны
      - Кожан Тейта, Eptesicus tatei

    - Род: Falsistrellus
      - Falsistrellus affinis LR/lc

    - Род: Ложные кожаны
      - Кожан Тиккеля, Hesperoptenus tickelli LR/lc

    - Род: Ia
      - Гигантский кожан, Ia io LR/nt

    - Род: Вечерницы
      - Горная вечерница, Nyctalus montanus LR/nt

    - Род: Суматранские нетопыри
      - Philetor brachypterus LR/lc

    - Род: Нетопыри
      - Коромандельский нетопырь, Pipistrellus coromandra LR/lc
      - Яванский нетопырь, Pipistrellus javanicus
      - Северобирманский нетопырь, Pipistrellus paterculus
      - Pipistrellus mimus
      - Pipistrellus cadornae

    - Род: Гладконосы-арлекины
      - Scotomanes ornatus LR/nt
      - Scotophilus kuhlii LR/lc
      - Scotophilus heathii LR/lc

  - Подсемейство: Murininae
    - Род: Трубконосы
      - Трубконос Хаттона, Murina huttoni LR/nt
      - Большой трубконос, Murina leucogaster

  - Подсемейство: Miniopterinae
    - Род: Длиннокрылы
      - Никобарский длиннокрыл, Miniopterus pusillus LR/lc
      - Обыкновенный длиннокрыл, Miniopterus schreibersii LC
- Семейство: Бульдоговые летучие мыши
  - Род: Малые складчатогубы
    - Азиатский малый складчатогуб, Chaerephon plicata LR/lc
- Семейство: Подковоносые
  - Подсемейство: Rhinolophinae
    - Род: Подковоносы
      - Азиатский подковонос, Rhinolophus affinis LR/lc
      - Большой подковонос, Rhinolophus ferrumequinum LR/nt
      - Индийский подковонос, Rhinolophus lepidus LR/lc
      - Гигантский подковонос, Rhinolophus luctus LR/lc
      - Длинноухий подковонос, Rhinolophus macrotis LR/lc
      - Подковонос Пирсона, Rhinolophus pearsoni LR/lc
      - Карликовый подковонос, Rhinolophus pusillus LR/lc
      - Южнокитайский подковонос, Rhinolophus rouxi LR/lc
      - Rhinolophus sinicus LR/lc
      - Каштановый подковонос, Rhinolophus subbadius DD
      - Трёхлистный подковонос, Rhinolophus trifoliatus

  - Подсемейство: Hipposiderinae
    - Род: Подковогубы
      - Гималайский листонос, Hipposideros armiger LR/lc
      - Большеухий листонос, Hipposideros pomona LR/lc

#### Отряд:Непарнокопытные
- Семейство: Носороговые
  - Род: Индийские носороги
    - Индийский носорог, Rhinoceros unicornis VU

#### Отряд:Китопарнокопытные
- Подотряд: Whippomorpha / Cetancodonta
  - Инфраотряд: Китообразные
    - Парвотряд: Зубатые киты
      - Надсемейство: Platanistoidea
        - Семейство: Гангские дельфины
          - Род: Гангские дельфины
            - Гангский дельфин, Platanista gangetica EN
- Подотряд: Жвачные
  - Семейство: Оленьковые
    - Род: Moschiola
      - Пятнистый оленёк, Moschiola meminna LR/lc

  - Семейство: Кабарговые
    - Род: Кабарги
      - Рыжебрюхая кабарга, Moschus chrysogaster LR/nt
      - Чёрная кабарга, Moschus fuscus LR/nt

  - Семейство: Оленевые
    - Подсемейство: Настоящие олени
      - Род: Настоящие олени
        - Барасинга, Rucervus duvaucelii VU

      - Род: Аксисы
        - Аксис, Axis axis LR/lc

    - Подсемейство: Мунтжаковые
      - Род: Мунтжаки
        - Мунтжак, Muntiacus muntjak LR/lc

  - Семейство: Полорогие
    - Подсемейство: Настоящие антилопы
      - Род: Гарны
        - Гарна, Antilope cervicapra NT

    - Подсемейство: Бычьи
      - Род: Настоящие быки
        - Гаур, Bos frontalis VU
        - Як, Bos grunniens VU

      - Род: Азиатские буйволы
        - Азиатский буйвол, Bubalus bubalis EN

      - Род: Четырёхрогие антилопы
        - Четырёхрогая антилопа, Tetracerus quadricornis VU

    - Подсемейство: Козлиные
      - Род: Серау
        - Китайский серау, Capricornis milneedwardsii VU

      - Род: Голубые бараны
        - Голубой баран, Pseudois nayaur LC
- Подотряд: Свинообразные
  - Семейство: Свиные
    - Род: Porcula
      - Карликовая свинья, Porcula salvania EN

    - Род: Кабаны
      - Дикий кабан, Sus scrofa LR/lc

#### Отряд:Панголины
- Семейство: Панголиновые
  - Род: Ящеры
    - Китайский ящер, Manis pentadactyla EN
    - Индийский ящер, Manis crassicaudata EN

#### Отряд:Хищные
- Подотряд: Кошкообразные
  - Семейство: Prionodontidae
    - Род: Азиатские линзанги

  - Семейство: Кошачьи
    - Подсемейство: Малые кошки
      - Род: Катопумы
        - Кошка Темминка, Catopuma temminckii VU

      - Род: Кошки
        - Камышовый кот, Felis chaus LC

      - Род: Рыси
        - Обыкновенная рысь, Lynx lynx NT

      - Род: Мраморные кошки
        - Мраморная кошка, Pardofelis marmorata VU

      - Род: Восточные кошки
        - Бенгальская кошка, Prionailurus bengalensis LC
        - Кошка-рыболов, Prionailurus viverrinus VU

    - Подсемейство: Большие кошки
      - Род: Дымчатые леопарды
        - Дымчатый леопард, Neofelis nebulosa VU

      - Род: Пантеры
        - Индийский леопард, Panthera pardus fusca NT
        - Бенгальский тигр, Panthera tigris tigris EN
        - Ирбис, Panthera uncia EN
        - Пятнистый линзанг, Prionodon pardicolor LR/lc

  - Семейство: Виверровые
    - Подсемейство: Paradoxurinae
      - Род: Гималайские циветы
        - Гималайская цивета, Paguma larvata LR/lc

      - Род: Мусанги
        - Мусанг, Paradoxurus hermaphroditus LR/lc

    - Подсемейство: Viverrinae
      - Род: Циветты
        - Большая цивета, Viverra zibetha LR/lc

      - Род: Малые циветы
        - Малая цивета, Viverricula indica LR/lc

  - Семейство: Мангустовые
    - Род: Urva
      - Индийский серый мунго, Urva edwardsii LR/lc
      - Яванский мангуст, Urva javanica LR/lc
      - Мангуст-крабоед, Urva urva LR/lc

  - Семейство: Гиены
    - Род: HyaenaHyaena
      - Полосатая гиена, Hyaena hyaena LR/nt
- Подотряд: Собакообразные
  - Семейство: Пандовые
    - Род: Малые панды
      - Малая панда, Ailurus fulgens EN

  - Семейство: Псовые
    - Род: Лисицы
      - Бенгальская лисица, Vulpes bengalensis LC
      - Тибетская лисица, Vulpes ferrilata LC
      - Обыкновенная лисица, Vulpes vulpes LC

    - Род: Волки
      - Обыкновенный шакал, Canis aureus LC
      - Волк, Canis lupus LC

    - Род: Красные волки
      - Красный волк, Cuon alpinus EN

  - Семейство: Медвежьи
    - Род: Медведи
      - Тяньшанский бурый медведь, Ursus arctos isabellinus CR
      - Гималайский медведь, Ursus thibetanus VU

    - Род: Медведи-губачи
      - Губач, Melursus ursinus VU

  - Семейство: Куньи
    - Род: Хорьки
      - Индийский солонгой, Mustela kathiah LR/lc
      - Колонок, Mustela sibirica LR/lc

    - Род: Куницы
      - Харза, Martes flavigula LR/lc

    - Род: Mellivora
      - Медоед, Mellivora capensis LR/lc

    - Род: Гладкошёрстные выдры
      - Гладкошёрстная выдра, Lutrogale perspicillata VU

    - Род: Бескоготные выдры
      - Восточная бескоготная выдра, Aonyx cinerea NT